# 克雷明納區

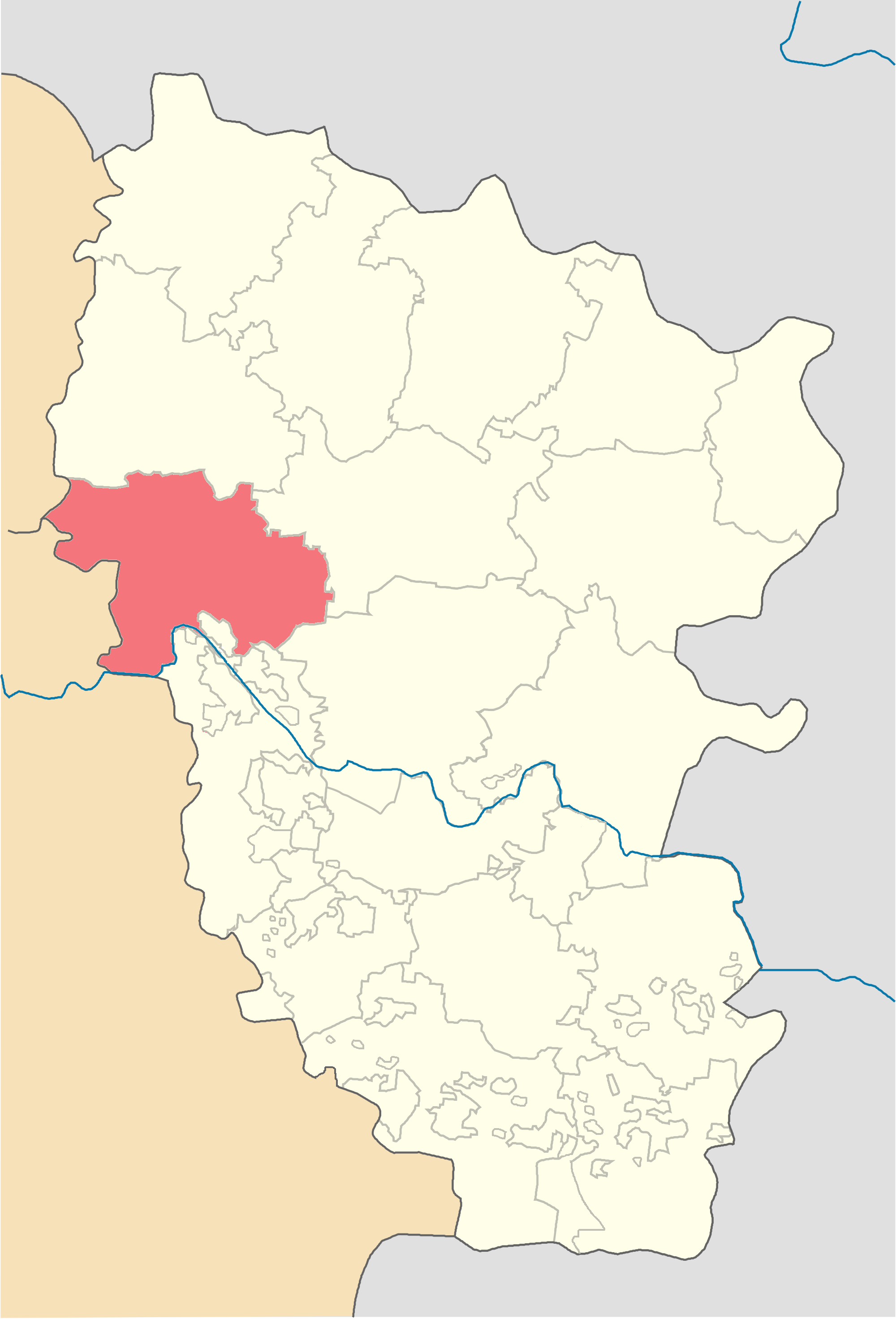
撤销前克雷明納區在盧甘斯克州的位置

克雷明納區（烏克蘭語：Кремінський район），又按俄语名译为克列緬納亞區，曾是烏克蘭東部盧甘斯克州的一個區，行政中心設於克雷明纳，面積1,627平方公里，2013年人口41,574，人口密度每平方公里25.55人。
该区在2020年7月18日的乌克兰行政区划改革中被撤销，改革后盧甘斯克州下分为8个区，但只有4个区是在乌克兰政府的实际管辖下。